# العلاقات الهندية البلجيكية
العلاقات الهندية البلجيكية هي العلاقات الثنائية التي تجمع بين الهند وبلجيكا.

## مقارنة بين البلدين
هذه مقارنة عامة ومرجعية للدولتين:
| وجه المقارنة                                              | الهند                       | بلجيكا                                                                              |
| --------------------------------------------------------- | --------------------------- | ----------------------------------------------------------------------------------- |
| المساحة (كم2)                                             | 3.29 مليون                  | 30.53 ألف                                                                           |
| عدد السكان (نسمة)                                         | 1.35 مليار                  | 11.37 مليون                                                                         |
| الكثافة السكانية (ن./كم²)                                 | 410.33                      | 372.42                                                                              |
| العاصمة                                                   | نيودلهي                     | بروكسل                                                                              |
| اللغة الرسمية                                             | اللغة الهندية، لغة إنجليزية | اللغة الهولندية، لغة فرنسية، اللغة الألمانية                                        |
| العملة                                                    | روبية هندية                 | يورو، فرنك بلجيكي                                                                   |
| الناتج المحلي الإجمالي (بليون دولار)                      | 2.60 تريليون                | 492.68 مليار                                                                        |
| الناتج المحلي الإجمالي (تعادل القوة الشرائية) بليون دولار | 8.00 تريليون                | 514.74 مليار                                                                        |
| الناتج المحلي الإجمالي الاسمي للفرد دولار أمريكي          | 1.60 ألف                    | 40.32 ألف                                                                           |
| الناتج المحلي الإجمالي للفرد دولار أمريكي                 | 5.70 ألف                    | 43.44 ألف                                                                           |
| مؤشر التنمية البشرية                                      | 0.609                       | 0.890                                                                               |
| رمز المكالمات الدولي                                      | +91                         | +32                                                                                 |
| رمز الإنترنت                                              | .in، .भारत ‏، .بھارت ‏،        | .be                                                                                 |
| المنطقة الزمنية                                           | ت ع م+05:30، توقيت الهند    | توقيت وسط أوروبا، ت ع م+01:00، ت ع م+02:00، توقيت وسط أوروبا الصيفي، أوروبا/بروكسل ‏ |

## منظمات دولية مشتركة
يشترك البلدان في عضوية مجموعة من المنظمات الدولية، منها:
| علم المنظمة | اسم المنظمة                        | تاريخ انضمام الهند | تاريخ انضمام بلجيكا |
| ----------- | ---------------------------------- | ------------------ | ------------------- |
|             | منظمة التجارة العالمية             | 1995               | ?                   |
|             | الأمم المتحدة                      | 30 أكتوبر 1945     | 27 ديسمبر 1945      |
|             | الاتحاد الدولي للاتصالات           | 1869               | 1866                |
|             | يونسكو                             | 4 نوفمبر 1946      | 29 نوفمبر 1946      |
|             | الاتحاد البريدي العالمي            | ?                  | ?                   |
|             | مؤسسة التنمية الدولية              | 24 سبتمبر 1960     | 2 يوليو 1964        |
|             | منظمة حظر الأسلحة الكيميائية       | ?                  | ?                   |
|             | نظام تحكم تكنولوجيا القذائف        | 2016               | 1990                |
|             | وكالة ضمان الاستثمار متعدد الأطراف | 6 يناير 1994       | 18 سبتمبر 1992      |
|             | منظمة الشرطة الجنائية الدولية      | ?                  | ?                   |
|             | مؤسسة التمويل الدولية              | 20 يوليو 1956      | 27 ديسمبر 1956      |
|             | بنك التنمية الآسيوي                | 1966               | 1966                |
|             | البنك الدولي للإنشاء والتعمير      | 27 ديسمبر 1945     | 27 ديسمبر 1945      |
|             | المنظمة الهيدروغرافية الدولية      | ?                  | ?                   |
|             | البنك الإفريقي للتنمية             | ?                  | ?                   |
|             | الفريق المعني برصد الأرض           | ?                  | ?                   |

## أعلام
هذه قائمة لبعض الشخصيات التي تربطها علاقات بالبلدين:
- تايغر شروف (ممثل هندي، 2 مارس 1990 – )

## وصلات خارجية
- موقع وزارة الخارجية الهندية
- موقع وزارة الخارجية البلجيكية